# محافظة ديالى
محافظة ديالى (بالكردية: پارێزگای دیالە) هي إحدى محافظات العراق الثماني عشر، مركزها مدينة بعقوبة وتقع في شمال شرق العاصمة بغداد، ويبلغ عدد سكانها أكثر من 1.6 مليون نسمة حسب آخر إحصائيات، ويعدها علي الوردي من أهم ضواحي بغداد وامتداد ثقافي واجتماعي لها عبر العصور.

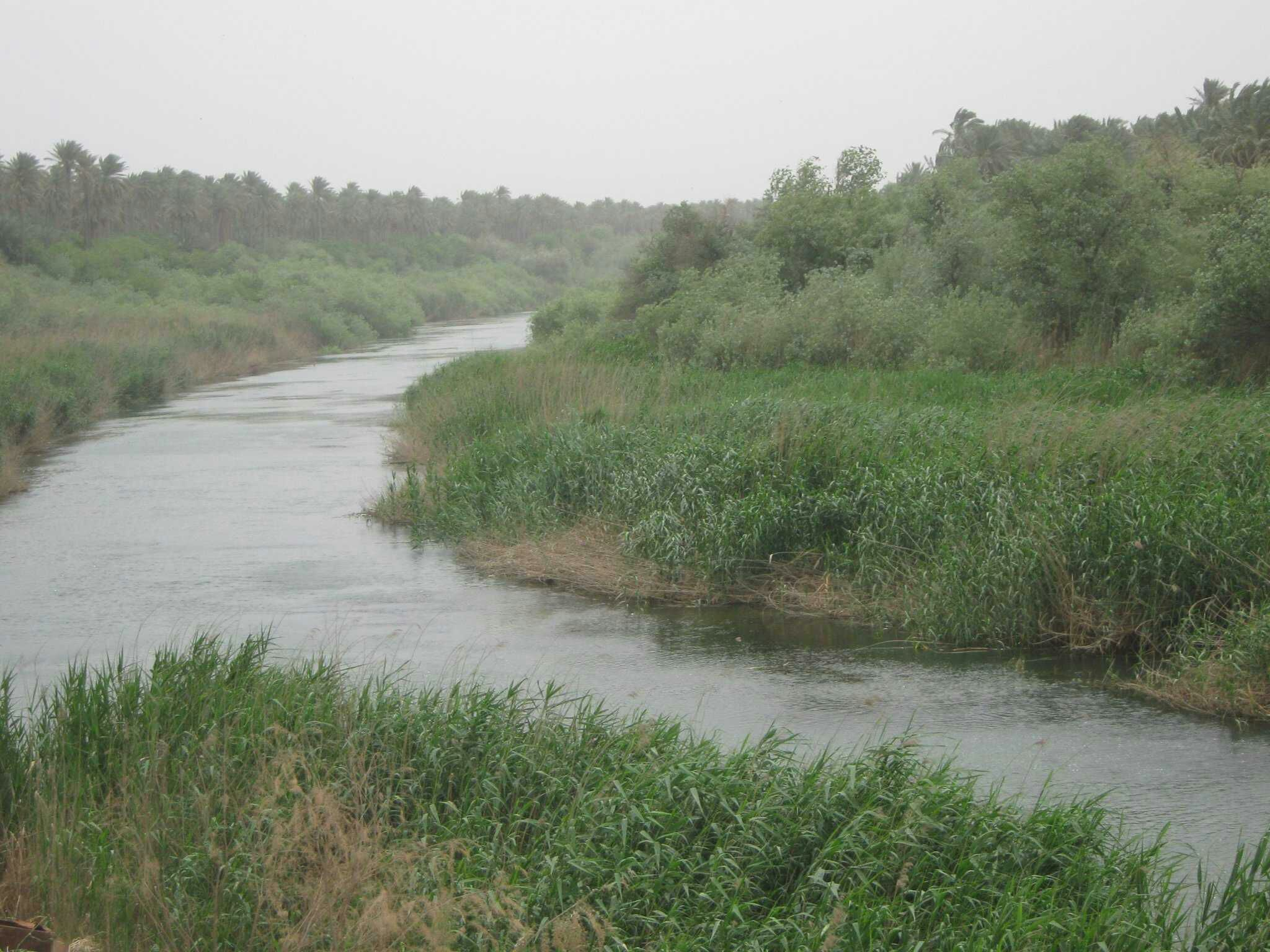
نهر ديالى

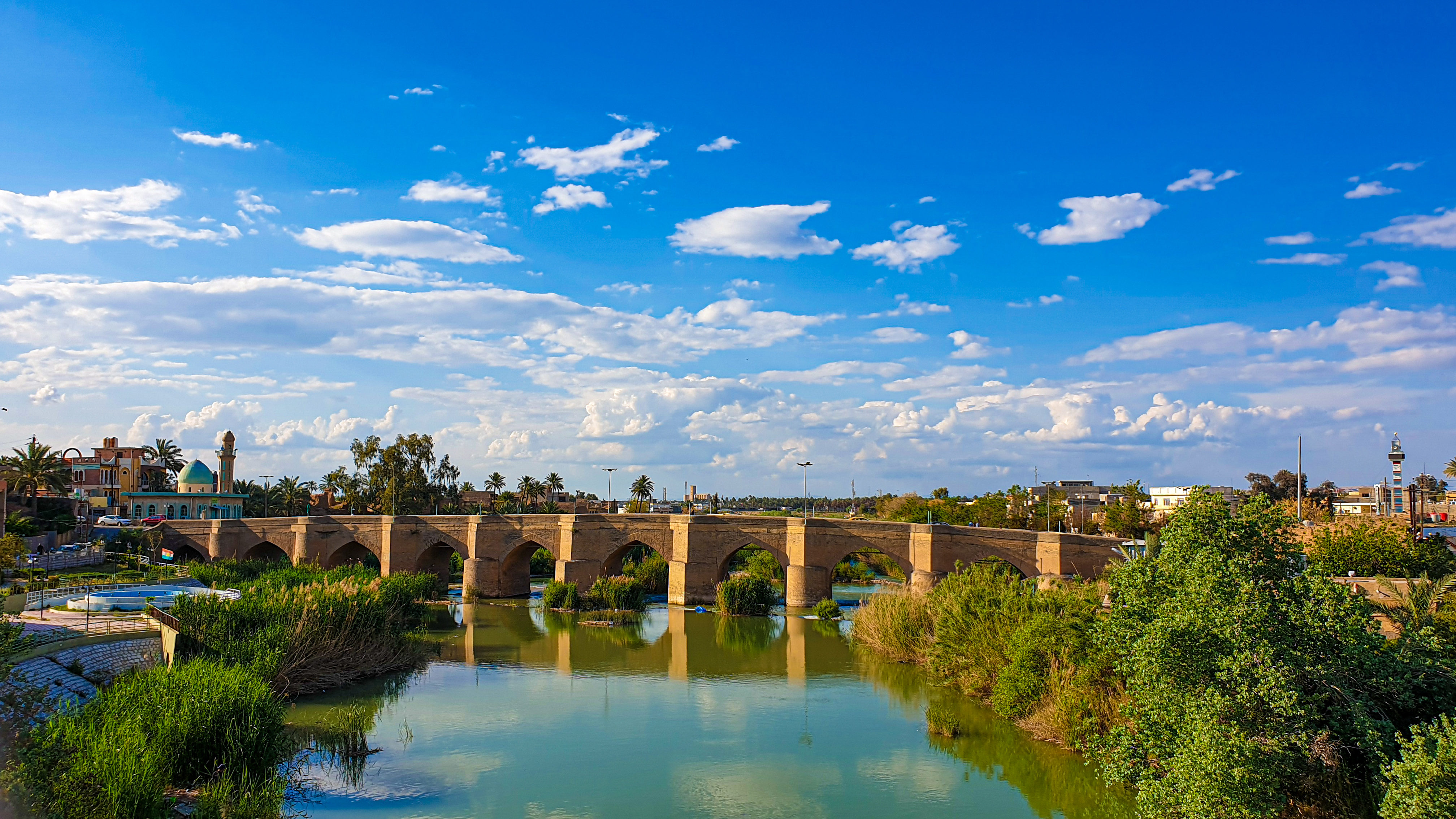
جسر الوند الأثري في ديالى

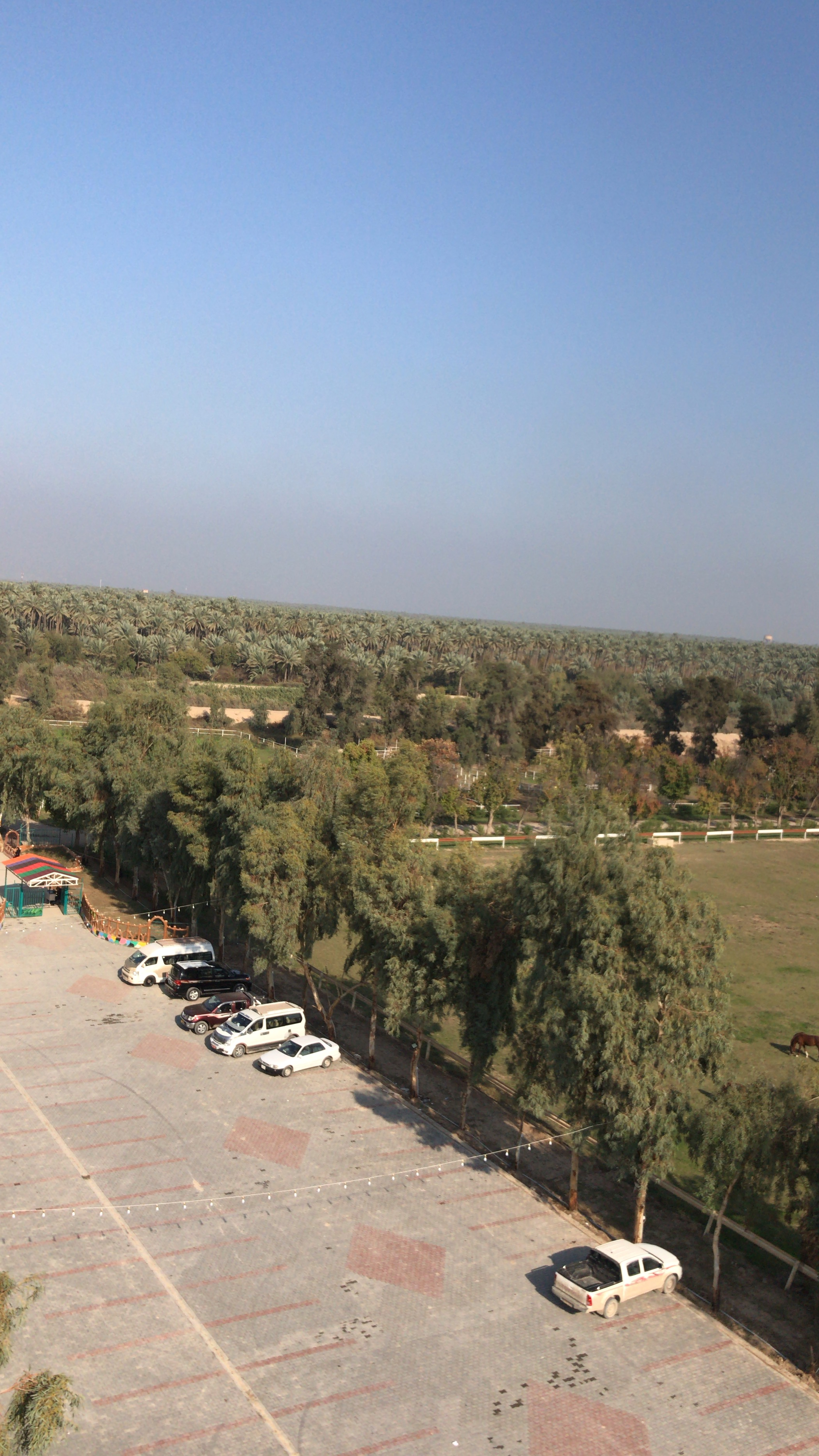
بساتين بعقوبة

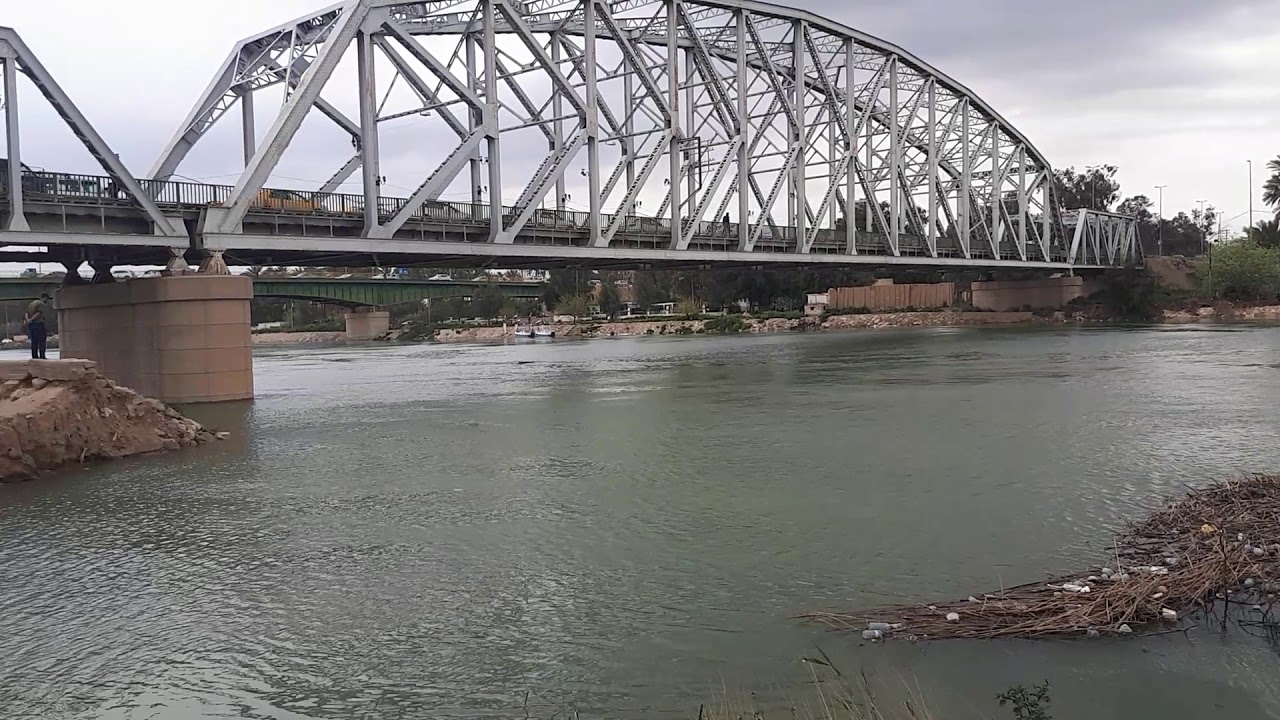
جسر على نهر ديالى

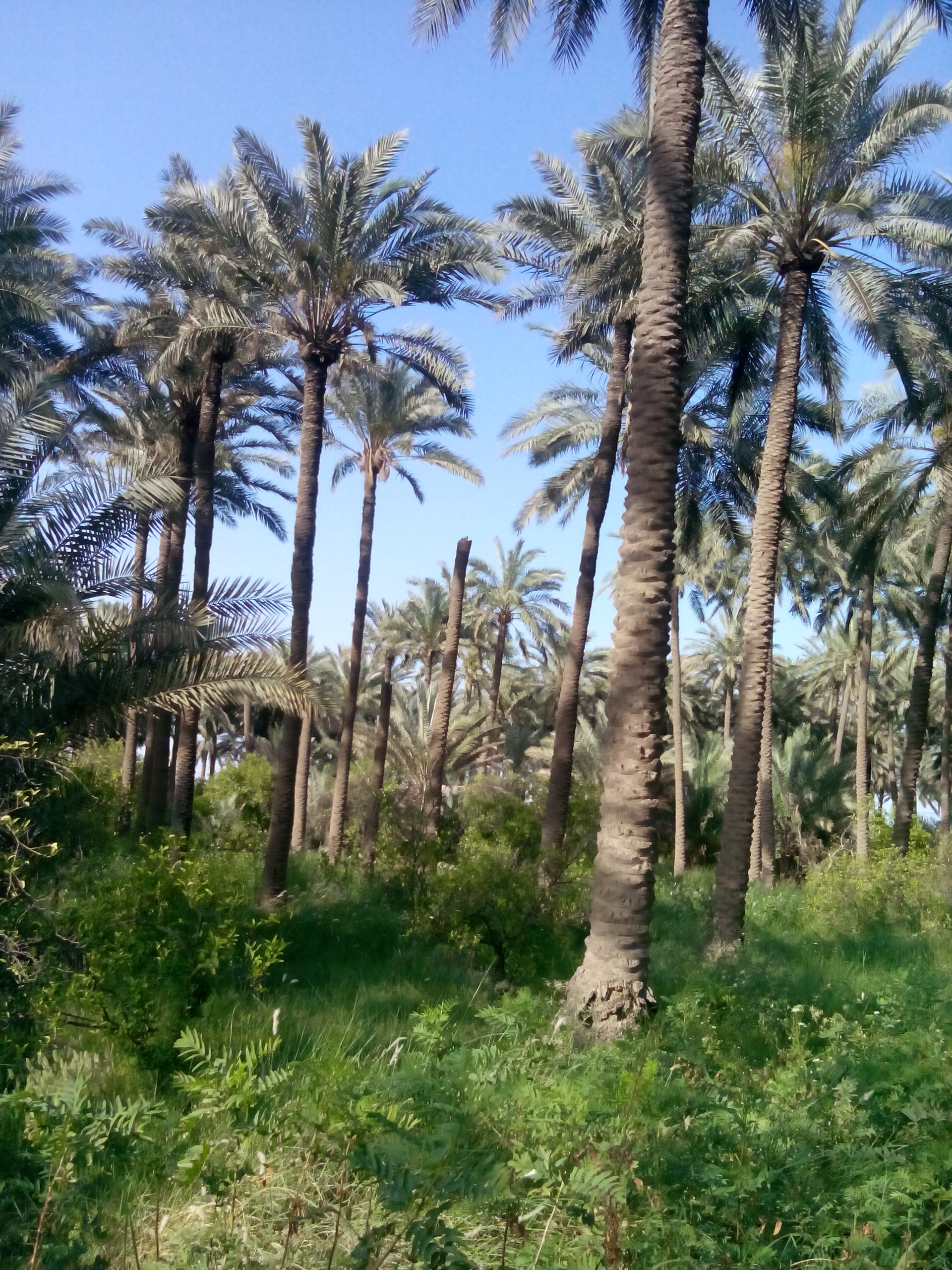
بساتين نخيل في قرية المحمودية الأسود إحدى قرى الخالص في ديالى

## جغرافيا
تقع ديالى شرق العراق وتبعد عن العاصمة بغداد 57 كم من ناحية الشمال ويمر بها نهر ديالى الذي يصب في نهر دجلة وهي من المحافظات التي تشتهر بالزراعة، وخصوصا زراعة الحمضيات، كما يوجد فيها مطار ابن فرناس الدولي.
ومن توابعها قضاء بلد روز وقضاء المقدادية الذي يشتهر بزراعة الرمان وقضاء خانقين، وقضاء بلدروز ومن النواحي التابعة لها ناحية مندلي الحدودية وناحية قزانية وتشتهر كذلك المحافظة بسلسلة جبال حمرين وحوضها الجميل ويوجد فيها أيضا سد ديالى بالإضافة إلى بحيرة حمرين التي تقع على نهر ديالى، الذي ينبع من فرعين أحدهما من داخل الأراضي الإيرانية والآخر من داخل العراق.

## المناخ
ومناخ محافظة ديالى شديد الحرارة صيفا بارد شتاء، ويعتبر حوض حمرين منطقة محددة وذات شكل معيني وتشكل سلسلة جبال حمرين الحدود الجنوبية الشرقية للحوض وهي عبارة عن حزام واسع لأرض الحوض، ويقسم نهر ديالى الذي ينبع من إيران ومحافظة السليمانية الحوض إلى قاطعين شمالي غربي وجنوبي غربي وتنحدر التلال برفق على جانبي النهر باتجاه الجنوب الغربي وقد كونت التعرية لهذه التلال من الوجه الشمالي الشرقي سهلا رسويبا دائما في القاطع الشمالي الغربي منه.

## الزراعة
تلقب ديالى محليا ب «مدينة البرتقال» الذي يعتبر أحد أشهر محاصيلها المتنوعة وتعرف أيضاً ب «سلة العراق الغذائية».
تشكل الزراعة أحد أهم قطاعات ديالى وتحتوي على العديد من البساتين المختلفة والغابات ومن أشهر محاصيل الفاكهة في ديالى: الحمضيات والرمان والعنب والتفاح والمشمش والتين وغيرها والخضار بمختلف أصنافها بالإضافة إلى الحنطة والشعير.
- تضرر قطاع الزراعة بسبب عوامل الحرب والصراعات منها تجريف الأراضي مما أجبر العديد من المزارعين على ترك أراضيهم كذلك قلة الدعم للمزارعين والعوائق الأخرى، لكنها لا تزال في مرحلة التعافي والصمود ومواجهة التحديات البيئية وغيرها.

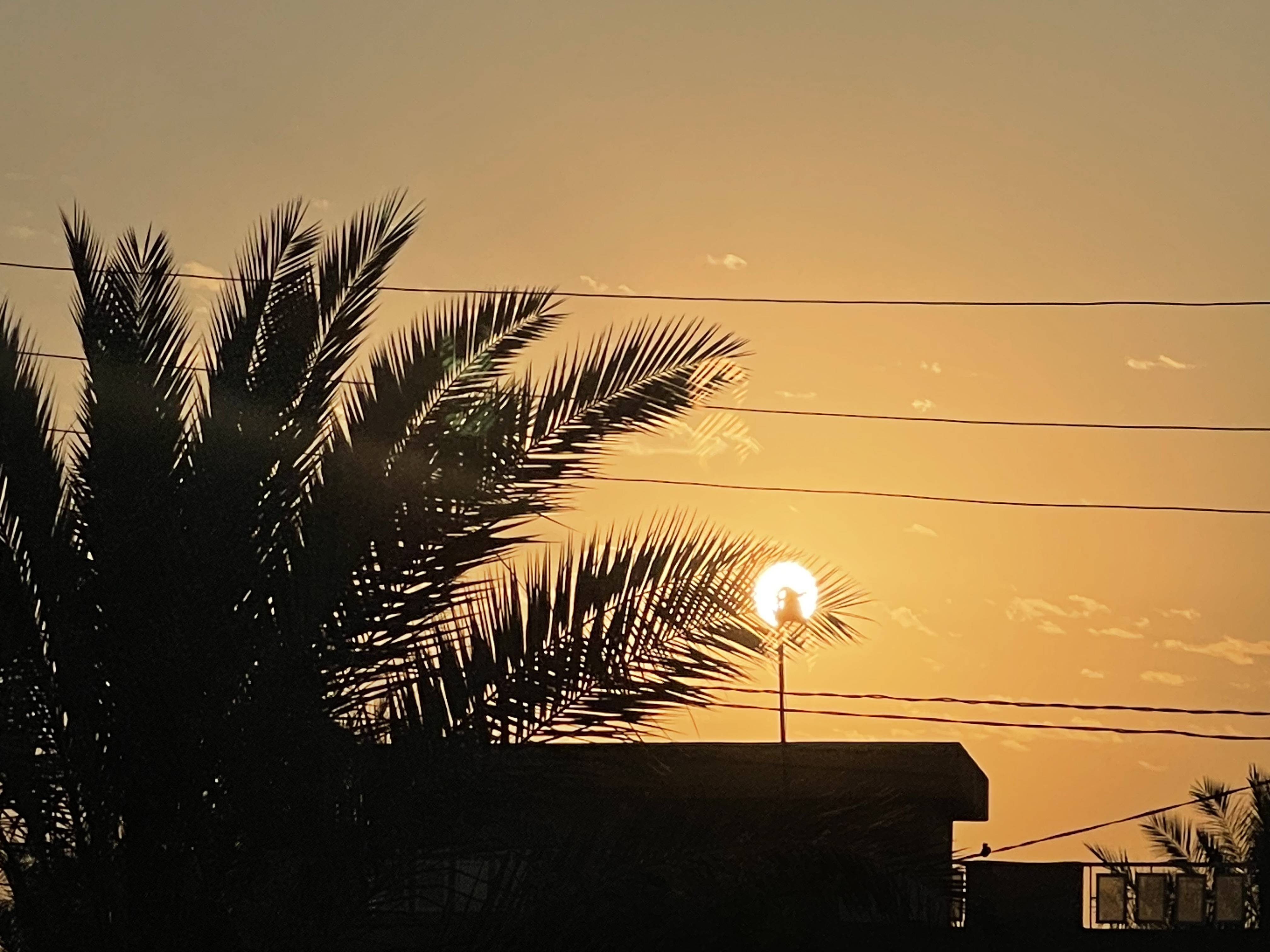
صورة فوتوغرافية تم التقاطها في محافظة ديالى في شروق يوم التاسع من حزيران.

## أهم المدن

بناية ديوان محافظة ديالى سنة 2023

- بعقوبة
- المَفرق
- العُظيم
- جلولاء
- السعدية
- بهرز
- المنصورية
- هبهب
- بلدروز
- خان بني سعد
- الخالص
- جديدة الشط
- المقدادية
- الوجيهية
- خانقين
- الغالبية
- الحديد
- ناحية أبي صيدا

## التقسيم الإداري
تقسيمها الإداري فتتألف من ستة أقضية وسبع عشرة ناحية، ومن أهم الأقضية:
- قضاء بعقوبة
  - بهرز
  - خان بني سعد
  - العبارة
  - كنعان
- قضاء المقدادية
  - أبي صيدا
  - الوجيهية
  - ناحية حمرين
- قضاء بلدروز
- مندلي
- قضاء الخالص
  - ناحية المنصورية
  - ناحية هبهب
  - ناحية جديدة الشط
  - ناحية العظيم
  - ناحية السلام (30 تموز سابقا)
- قضاء خانقين
  - ناحية جلولاء
  - ناحية جبارة
  - ناحية السعدية (قزلرباط سابقاً)
- قضاء كفري
  - قرة تبة

## السكان والقبائل
ديالى محافظة تسكنها العديد من العشائر العربية
تحتوي محافظة ديالى بطبيعتها السكانية على القوميتين العربية والكردية إضافة إلى التركمان حيث تتركز القوميتان الكردية والتركمانية في بعض المناطق الشمالية من المحافظة في مندلي ومدينة خانقين، ويتجاوز عدد سكان ديالى 1.6 مليون نسمة.
عدد السكان الأقضية (المناطق الإدارية) لمحافظة ديالى حسب منظمة الأمم المتحدة عام 2003م
| الأقضية | قضاء بعقوبة | قضاء المقدادية | قضاء خانقين | قضاء الخالص | قضاء كفري | قضاء بلدروز | المجموع   |
| ------- | ----------- | -------------- | ----------- | ----------- | --------- | ----------- | --------- |
| العدد   | 867,900     | 298,600        | 170,400     | 155,900     | 42,000    | 89,600      | 1,624,400 |

## التركيبة السكانية
تعد هذه المنطقة ذات أغلبية عربية سنية ويشكل العرب السنة نسبة 88% منها، كما يسكن في المناطق الشمالية قومية التركمان في جلولاء والسعدية وكفري ونسبتهم 7% من سكان المحافظة، ويتواجد الكرد الفيلية (اللور) في بلدة خانقين والمناطق الحدودية ونسبتهم 3%، ويتواجد الشيعة العرب في قرية خرنابات والهويدر وتبلغ نسبتهم 1%، يشكل العرب السنة نسبة 85% إلى 88% من سكان ديالى بينما يشكل الأكراد الفيلية 3% من سكان ديالى  ويتكوّن الشيعة في ديالى من عدة أعراق إثنية أغلبهم الكرد الفيلية (اللور) ثم التركمان الشيعة والعرب الشيعة، ويتواجد الكرد الفيلية (اللور) في بلدة خانقين والمناطق الحدودية في حين يشكل التركمان السنة غالبية سكان جلولاء والسعدية وكفري أما التركمان الشيعة فيشكلون غالبية سكان قرية قرة تبه. ويتواجد الشيعة العرب في قرية خرنابات والهويدر وفي الخالص شمال ديالى.

## الصحة
في ديالى 12 مستشفى و15 مستوصف طبي عام وما مجموعه 453 طبيب ممارس عام من كلا الجنسين

## التعليم
في ديالى جامعة واحدة حكومية هي جامعة ديالى (4.800 طالب)، وجامعة اليرموك وهي جامعة أهلية وكلية بلاد الرافدين و287 مدرسة ثانوية و 15 مدرسة مهنية (صناعية وفنية) و 10 معاهد إعداد معلمين، وفي عام 2005 تم إنشاء 29 مدرسة جديدة في ديالى.

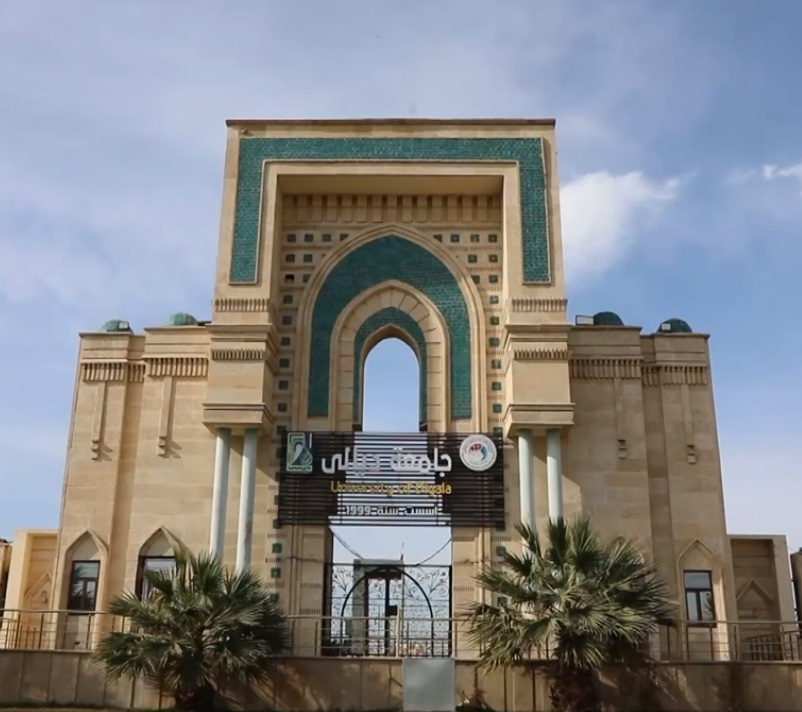
بوابة جامعة ديالى

## مساجد ديالى
يوجد في ضواحي ديالى ونواحيها الكثير من الجوامع والمساجد ومنها:
- جامع المقدادية الكبير، بني عام 1034 هـ/1625م.
- جامع خانقين الكبير، بني عام 1224 هـ/1810م.
- جامع مجيد بك، بني عام 1318هـ/1901م.
- جامع وتكية الشيخ فتاح، بني عام 1214 هـ/1800م.
- جامع مصطفى بك، بني عام 1308هـ/1891م.
- جامع الشابندر، بني عام 1300هـ/1882م.
- جامع عمار بن ياسر، بني عام 1226 هـ/1812م.
- جامع النقشبندي، بني عام 1309 هـ/1891م.
- جامع المنصورية الكبير، بني عام 978 هـ/1570م.
- جامع محمود باشا الجاف، بني عام 1311 هـ/1893م.
- جامع بلدروز القديم، بني عام 1295هـ/1878م.
- جامع عبد الله بن عباس، بني عام 1300هـ/1883م.
- جامع الخليفة، بني عام 1111هـ/1700م.

### تهديم وتفجير المساجد والجوامع
- 9/1/2004 مسجد وحسينية الحاج صادق بني التميمي في بعقوبة-انفجار إسطوانة مفخخة ومقتل 5 وجرح 15 وأضرار كبيرة جداً في الجدران الخارجية وخسائر مادية.
- بدأت في يوم الإثنين 11 كانون الثاني 2016 عمليات تهديم مساجد في ديالى حيث قام مجموعات من المسلحين بتفجير حوالي تسعة مساجد وجوامع في ناحية المقدادية، ومنها جامع المقدادية الكبير وجامع الأورفلي وجامع العروبة وجامع نازندة خاتون وغيرها من الجوامع الأثرية القديمة، وتم التفجير بواسطة عبوات ناسفة وذلك على خلفية التفجير المزدوج الذي استهدف أحد المقاهي الشعبية في القضاء الذي قتل فيه أكثر من 21 شخص من المدينة.[9][10][11]

### الكنائس
كنيسة أم المشورة الصالحة وسط بعقوبة حيث تعد من أقدم الكنائس في المحافظة، أغلقت سنة 2006 بسبب سيطرة تنظيم القاعدة على المدينة وأعيد إحياؤها في بداية سنة 2019.